# Marcel Titsch-Rivero
Marcel Titsch-Rivero   (Frankfurt del Main, 2 de novembre de 1989) és un futbolista alemany retirat que debutà al SpVgg Neu-Isenburg i que jugà com a migcampista a l'Eintracht Frankfurt de la Bundesliga i al 1. FC Heidenheim.